# Sean Giambrone
Sean Joshua Giambrone (Míchigan, 30 de mayo de 1999) es un actor estadounidense, conocido por su actuación de Adam Goldberg en la serie cómica de ABC, Los Goldberg Hace la voz de Jeff Randell en Clarence y de Russell en Russell Madness. También participó en la película original de Disney Channel Kim Possible, interpretando a Ronald "Ron" Stoppable.

## Biografía y carrera
Giambrone nació en Míchigan. Se mudó a Park Ridge, Illinois e ingresó al Lincoln Middle School, y Maine South High School. Actualmente pasa parte de su tiempo entre California y Park Ridge. Empezó a actuar a la edad de 9 años, protagonizando anuncios televisivos para McDonald, Friendly's Restaurant entre otros. Su primera participación en una película fue como chico afro en I Heart Shakey.
En 2013, Giambrone obtuvo el papel de Adam Goldberg, el niño más joven de Beverly Goldberg (Wendi McLendon-Covey) y el personaje de Jeff Garlin, en la serie cómica de ABC Los Goldberg La serie fue renovada por más temporadas tras el éxito de la primera.
En 2014, Giambrone se unió para prestar su voz en el nuevo show de Cartoon Network Clarence, proporcionando la voz de Jeff, amigo del protagonista y personaje principal. También hizo una aparición en R.L. Stine´s The Haunting Hour y se debe a voz del personaje de toro terrier Russell en la película de DVD, Russell Madness.

## Filmografía

### Películas
| Year | Title                      | Role                     | Notes           |
| ---- | -------------------------- | ------------------------ | --------------- |
| 2012 | I Heart Shakey             | Toledo Kid #3 (Afro Boy) |                 |
| 2015 | Russell Madness            | Russell (voice)          | Direct-to-video |
| 2015 | Mark & Russell's Wild Ride | Russell                  | Television film |
| 2017 | The Emoji Movie            | Travis (voice)           | [ 3 ]           |
| 2018 | Ralph Breaks the Internet  | eBoy (voice)             | [ 3 ]           |
| 2019 | Kim Possible               | Ron Stoppable            | Television film |
| 2019 | The Secret Life of Pets 2  | Cotton (voice)           | [ 3 ]           |
| —    | Slay                       |                          | Post-production |

### Televisión
| Year         | Title                                       | Role                            | Notes                                  |
| ------------ | ------------------------------------------- | ------------------------------- | -------------------------------------- |
| 2013–2023    | The Goldbergs                               | Adam Goldberg                   | Main role                              |
| 2014–2018    | Clarence                                    | Jeff Randell (voice)            | Main role                              |
| 2014         | R. L. Stine's The Haunting Hour: The Series | Sean                            | Episode: "I'm Not Martin"              |
| 2018–2020    | Big Hero 6: The Series                      | Richardson Mole (voice)         | 12 episodes                            |
| 2018         | Adventure Time                              | Shermy (voice)                  | Episode: "Come Along with Me"          |
| 2019–present | The Loud House                              | Benny/Mrs. Appleblossom (voice) | [ 3 ]                                  |
| 2019         | Celebrity Family Feud                       | Himself                         | Episode: "Black-ish vs. The Goldbergs" |
| 2019         | Rapunzel's Tangled Adventure                | Teenage Eugene (voice)          | Episode: "No Time Like the Past"       |
| 2019–2020    | Harley Quinn                                | Joshua Cobblepot (voice)        | 3 episodes                             |
| 2020–present | Solar Opposites                             | Yumyulack Opposites Jr. (voice) | Main role                              |
| 2020–2022    | Jurassic World Camp Cretaceous              | Ben Pincus (voice)              | Main role                              |
| 2021–2022    | The Chicken Squad                           | Riley (voice)                   | 12 episodes                            |
| 2022         | We Baby Bears                               | Francis (voice)                 | Episode: "Baby Bear Genius"            |
| 2022–present | Spidey and His Amazing Friends              | Ant-Man (voice)                 | [ 5 ]                                  |
| 2022         | Slippin' Jimmy                              | Jimmy McGill (voice)            | Main role                              |
| 2022         | The Ghost and Molly McGee                   | Reggie (voice)                  | Episode: "The Internship"              |
| 2023         | Adventure Time: Fionna and Cake             | Shermy (voice)                  | 2 episodes                             |
| 2023         | Carol & The End of The World                | Steven (voice)                  | 3 episodes                             |
| 2024–present | Jurassic World: Chaos Theory                | Ben Pincus (voice)              | Main role                              |